# 松下雄二
松下 雄二（まつした ゆうじ、1967年8月28日 - ）は、愛知県出身の元卓球選手、卓球指導者、卓球解説者。

## 経歴
双子の兄である松下浩二とともに小学3年生で卓球を始めた。
全日本卓球選手権では男子シングルスで準優勝、男子ダブルスで優勝歴あり。
1989年、1991年、1995年には、世界卓球選手権の日本代表として出場した。
男子ホープスナショナルチームの監督（U-12,U-10,U-8統括）を務めている。
妻は元選手の松下智子（旧姓下長）。
息子の松下海輝（長男）、松下大星（次男）、松下竜巳（三男）も卓球選手。

## 主な戦績
1993年
- 平成5年度全日本卓球選手権大会 男子ダブルス 優勝（渡辺武弘ペア）

1994年
- 平成6年度全日本卓球選手権大会 男子シングルス 準優勝

## テレビ番組
- 突撃!アッとホーム（2013年12月14日、NHK）- 息子の竜巳くんと卓球で親子対決[2]
- 卓球ジャパン！ 次世代のスターたちが登場！（2022年2月12日、BSテレ東）[3]